# John O’Neill Limited
John O’Neill Limited war ein Montagewerk für Kraftfahrzeuge und damit Teil der Automobilindustrie in Irland.

## Unternehmensgeschichte
Das Unternehmen hatte seinen Sitz in Dublin. John O’Neill leitete es. Die erste bekannte Erwähnung stammt von 1933. Im Dezember 1933 begann die Montage von Personenkraftwagen. Die Teile kamen von Dodge. Die Montage von Lastkraftwagen folgte. 1939 endete die Produktion kriegsbedingt. Ein anderes irisches Montagewerk für Dodge aus der Zeit vor dem Zweiten Weltkrieg war O’Shea’s Limited (Dodge) in Cork.
Ab 1945 hatte das Unternehmen die Dodge-Vertriebsrechte für den gesamten Staat Irland, ohne die Konkurrenz aus Cork. Von 1955 bis 1957 wurden erneut Fahrzeuge montiert. 1958 wurden noch Dodge-Fahrzeuge in Irland zugelassen. Danach verliert sich die Spur des Unternehmens.

## Fahrzeuge
Mit dem ersten Fahrzeug machte der Politiker Seán Lemass eine Probefahrt. The Irish Times berichtete am 30. Dezember 1933 darüber. Der Wagen hatte einen Sechszylindermotor, der mit 24 RAC Horsepower eingestuft war. Zunächst sind die Modelle Senior de Luxe, Senior Six Saloon und eine Luxusausführung genannt.
Für 1955 ist der D55/C, für 1956 der D63/2 und für 1957 der D67/2 genannt. Sie hatten jeweils einen Achtzylindermotor.

## Produktionszahlen
1955, 1956 und 1957 wurden jeweils zwölf Fahrzeuge in Teilen importiert und montiert.
Nachstehend die Zulassungszahlen in Irland für Dodge-Fahrzeuge aus den Jahren, in denen John O’Neill sie montierte. Die Zahlen vor 1945 beinhalten auch die Produktion durch O’Shea’s Limited, da eine Splittung nicht möglich ist.
| Jahr      | Zulassungszahlen |
| --------- | ---------------- |
| 1934      | nicht bekannt    |
| 1935      | nicht bekannt    |
| 1936      | 138              |
| 1937      | 137              |
| 1938      | 112              |
| 1939      | 52               |
| 1946–1953 | nicht bekannt    |
| 1954      | nicht bekannt    |
| 1955      | 21               |
| 1956      | 16               |
| 1957      | 4                |
| 1958      | 5                |
| Summe     | 485              |